# Râul Izvorul Gropii, Groapa Seacă
Râul Izvorul Gropii este un curs de apă, afluent al râului Groapa Seacă. 

## Hărți
- Harta Munții Lotrului  Arhivat în 6 mai 2008, la Wayback Machine.